# Ó
Das Ó (O mit Akut) ist ein Buchstabe des lateinischen Schriftsystems und kommt in verschiedenen Sprachen vor.

## Dänisch
Im Dänischen findet sich (vor allem in älteren Texten) Ó/ó hin und wieder als Ersatz für Ø/ø.

## Irisch
Im Irischen bezeichnet Ó/ó den Laut langes O [oː].
Das irische Wort Ó bedeutet (u. a.) „Enkel, männlicher Nachfahre“ und ist so ein häufiger Bestandteil patronymischer irischer Nachnamen, z. B. Ó Dónaill (wörtl. „Enkel Dónalls“). Bei der Anglisierung irischer Namen wurde es zu O’ (z. B. O’Donnell), wobei der Apostroph kein Auslassen eines Buchstaben anzeigt. Häufig wurde O’ ganz weggelassen (Murphy statt O’Murphy, ir. Ó Murchú).

## Isländisch
Im Isländischen wird ó wie „ou“ gesprochen. Z. B. blóð (IPA: [blouð]) = Blut.

## Polnisch
Im Polnischen wird der Buchstabe Ó wie ein deutsches U ausgesprochen. Der Unterschied zwischen Ó und U besteht in der Orthographie.
Beispiel:
| Ósmy   | [ˈusmɨ]   | der Achte      | von Osiem | [ˈɔɕɛm]  | die Acht |
| Krówka | [ˈkrufka] | die kleine Kuh | von Krowa | [ˈkrɔva] | die Kuh  |

Das Ó bezeichnet man auf Polnisch mit U zamknięte (geschlossenes U),
o kreskowane (Bestrichenes O) oder o z kreską (O mit Strich).

### Graphotaktik
Der Buchstabe ó kommt im Gegensatz zu allen anderen Buchstaben des polnischen Alphabets nicht am Wortende vor. Außerdem kommt er (wie auch ą, ć, ę, ń, ś und ź) auch nicht vor Vokalbuchstaben vor. Bei der Deklination von Wörtern auf -ój fällt das j zwar vor i weg, jedoch wird ó dann zu einem einfachen o.

## Sorbisch
Im Niedersorbischen wird der Buchstabe Ó ähnlich wie deutsch ä [ɛ] oder i [ɨ] ausgesprochen.
Im Obersorbischen wird der Buchstabe Ó wie ein kurzes deutsches U ausgesprochen. Er kommt nie am Wortanfang vor.
Beispiel: zlóštna ['zlʊʃtna]; hódnosć ['hʊdnɔstʃ]; něchtó ['nʲɪçtʊ]

## Spanisch, Portugiesisch, Katalanisch, Asturisch, Aragonesisch
Im Spanischen, Portugiesischen, Katalanischen, Asturischen und Aragonesischen ist das o mit Akut kein eigener Buchstabe, sondern der Akut gibt lediglich die betonte Silbe in Wörtern an, die nicht den häufigsten Betonungsschemata folgen. Gleichzeitig markiert er im Portugiesischen eine offene [⁠ɔ⁠], im Katalanischen hingegen eine geschlossene Aussprache [⁠o⁠] des betonten o; in den anderen genannten Sprachen gibt es nur ein Phonem o.

## Tschechisch und Slowakisch
Im Tschechischen und Slowakischen  steht Ó für das lang gesprochene O [ɔː].

## Ungarisch
Im Ungarischen wird der Buchstabe Ó annähernd wie im Deutschen 'oh', genauer
als [o̝ː] ausgesprochen. Im Ungarischen ist die Vokallänge phonematisch, weswegen die mit dem Akut-Akzent bezeichneten langen Vokale als eigene Buchstaben gelten.
vgl. kor /ˈkor/ 'Alter' ↔ kór /ˈkoːr/ 'Krankheit'
Im Ungarischen tritt zudem ein O mit Doppelakut auf (Ő/ő), das ein langes Ö/ö bezeichnet.

## Darstellung auf dem Computer
In Unicode belegt das Ó die Codepunkte U+00D3 (Großbuchstabe) und U+00F3 (Kleinbuchstabe).
Auf Tastaturen wird das Ó mit der Akut-Tottaste erzeugt, die zuerst gedrückt wird, und danach entweder das große oder kleine O.
- Großbuchstabe Ó: ´ – Shift+O
- Kleinbuchstabe ó: ´ – O

Auch das isländische und färöische Tastaturlayout sieht für die Buchstaben á, (é), í, ó, ú, ý keine eigenen Tasten vor, sodass auch dort die Eingabe wie oben beschrieben erfolgt.
In TeX kann man das Ó im Textsatz mit \'O bzw. \'o bilden. Im grafischen Satz lauten die entsprechenden Befehle \acute O bzw. \acute o.
In HTML kann Ó mit den benannten Zeichenentitäten &Oacute; bzw. &oacute; dargestellt werden.